# Albert Diène
Albert Diène, né le 12 février 1998 à Pikine (Sénégal), est un footballeur sénégalais qui joue au poste de milieu relayeur au KF Ballkani.

## Biographie
Albert Lamane Diène est un footballeur sénégalais né le 12 février 1998 à Pikine qui joue au poste de milieu relayeur. 
Il a fait toutes les petites catégories de ASC Jaraaf avant de signer son premier contrat professionnel avec l'équipe de la Médina en juillet 2018. 
Après quatre saisons passées avec l'équipe première de ASC Jaraaf, Albert Diène rejoint le championnat macédoine en juillet 2022 avec le club de KF Shkupi,. 
Après deux excellentes saisons passées dans ce club, Albert Diène quitte la Macédoine pour rejoindre le Kosovo en signant avec KF Ballkani en juillet 2025,.

## Palmarès
ASC Jaraaf
- Championnat du Sénégal (1)
  - Champion : 2018